# قرار مجلس الأمن التابع للأمم المتحدة رقم 580
قرار مجلس الأمن التابع للأمم المتحدة رقم 580، الذي تم تبنيه بالإجماع في 30 ديسمبر 1985، بعد الاستماع إلى ملاحظات من ليسوتو والتذكير بالقرار 527 (1982)، أدان المجلس الهجمات الأخيرة على مملكة ليسوتو من قبل جنوب أفريقيا، مما أدى إلى خسائر في الأرواح وإلحاق أضرار في الممتلكات في 19 ديسمبر، حيث قتل العديد من اللاجئين من جنوب إفريقيا في ماسيرو عاصمة ليسوتو على يد قوات دفاع جنوب إفريقيا.
وطالب المجلس جنوب أفريقيا بدفع تعويضات لليسوتو، ودعا جميع الأطراف المعنية إلى تطبيع علاقاتها وتطبيق قنوات الاتصال القائمة بشأن المسائل ذات الاهتمام المشترك بطريقة سلمية. وذكَّر جنوب إفريقيا بالوفاء بالتزاماتها بعدم زعزعة استقرار البلدان المجاورة، والبدء في عملية تفكيك الفصل العنصري.
ثم طلب القرار من الدول الأعضاء والمنظمات الدولية تقديم مساعدة اقتصادية إلى ليسوتو بسبب الأضرار التي سببتها الهجمات.
أخيراً، طلب القرار من الأمين العام إبلاغ مجلس الأمن، حسب الاقتضاء، بالتطورات في المنطقة.

## روابط خارجية
- نص القرار في undocs.org